# Yuri Castro Romero
Yuri César Castro Romero (Trujillo, Perú, 12 de abril de 1979) es un abogado, profesor, maestro y político peruano.

## Vida Política
Postuló a la alcaldía de Lima por el partido Perú Libre en las elecciones municipales de Lima de 2022.
Anteriormente fue candidato al Congreso de la República por el distrito electoral de Lima + Residentes en el Extranjero en las elecciones parlamentarias de 2020.